# Sainte-Marie-la-Mer
Sainte-Marie-la-Mer, in precedenza Sainte-Marie, è un comune francese di 4 688 abitanti situato nel dipartimento dei Pirenei Orientali nella regione dell'Occitania.

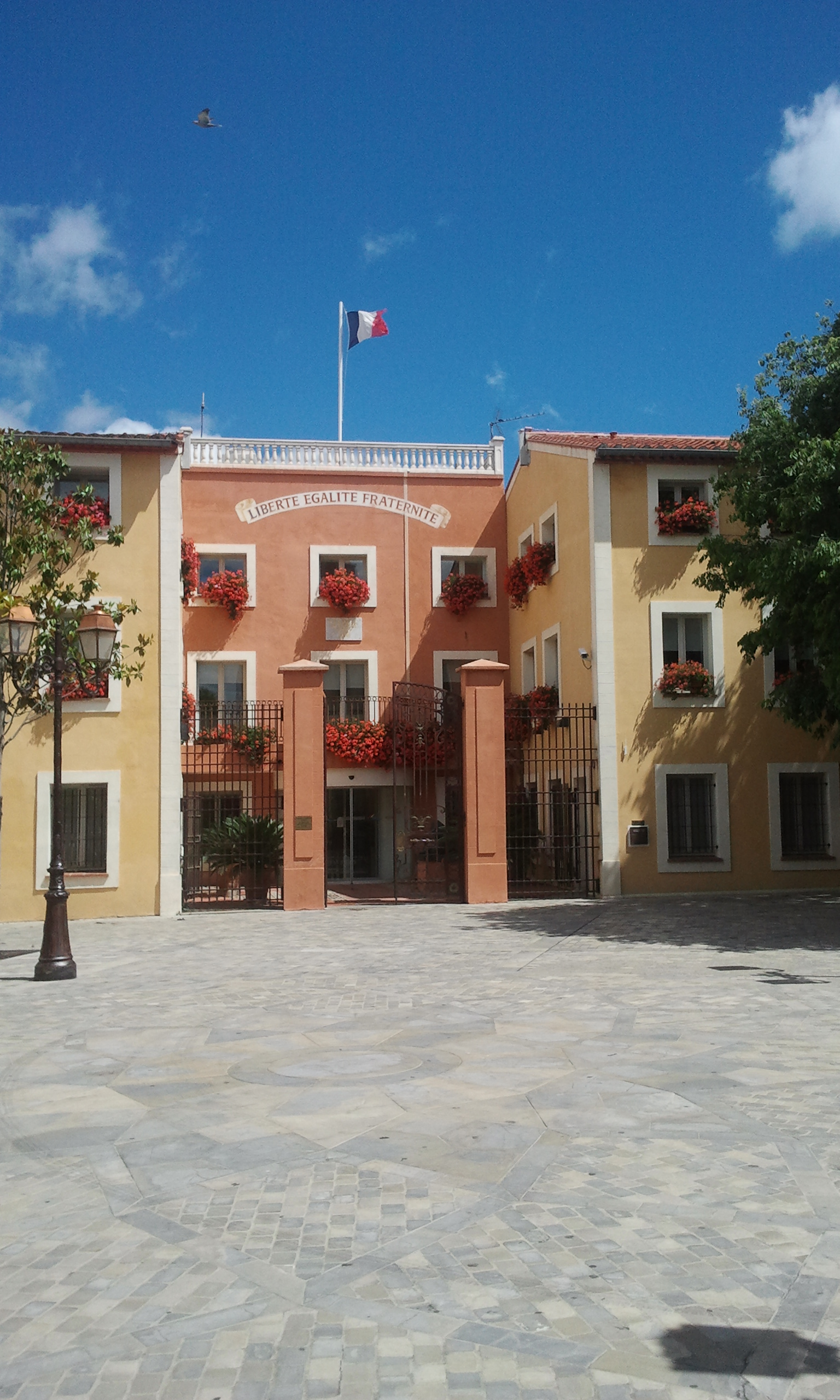
Municipio

## Società

### Evoluzione demografica
Abitanti censiti